# Batuhan Çetin
Batuhan Çetin (* 6. Juli 1994 in Istanbul) ist ein türkischer Fußballspieler.

## Karriere
Çetin begann seine Karriere 2013 bei Bağcılarspor und wechselte im selben Jahr noch zu Turgutluspor. Anschließend wechselte er erneut, diesmal zu Menemen Belediyespor. Anfang 2014 wurde er dann von Tavşanlı Linyitspor gekauft.